# Weyrauchia marcelae
Weyrauchia marcelae là một loài bọ cánh cứng trong họ Cerambycidae.